# Walter Donald Douglas
Walter Donald Douglas (21 de abril de 1861 - 15 de abril de 1912) fue un empresario estadounidense que viajaba en primera clase a bordo del Titanic con su esposa, Mahala, y sirvienta, Berthe Leroy, en el camarote C-86. Solo ellas sobrevivieron.

## Vida y negocios
Douglas nació en Waterloo, Iowa de George Douglas (1817-1884) y Margaret Boyd Douglas (1825-1901). Sus padres eran ambos inmigrantes a Estados Unidos; George Douglas era escocés y Margaret Boyd irlandesa. George Douglas fue uno de los cofundadores de Quaker Oats Company.  
Después del instituto, Douglas asistió a la Shattuck Military Academy en Faribault, Minnesota. Se casó con Lulu Camp (1862-1899) el 19 de mayo de 1884, con quien tuvo dos hijos, Edward Bruce y George Camp. Lulu murió en diciembre de 1899, y ocho años más tarde, el 6 de noviembre de 1907, Douglas contrajo matrimonio con Mahala Dutton.
Douglas y su hermano George fundaron la Douglas Starchworks, en la época la fábrica de almidón más grande al oeste del Misisipi. Starchworks más tarde se convirtió en Penick and Ford y posteriormente, en la Penford Foods Ingredients, una división de Penford Corporation. También tenía intereses en el negocio del aceite de linaza en Mineápolis, fabricando bajo el nombre de Midland Linseed Oil Company, la cual fue vendida en 1899 a la American Linseed Oil Company, finalmente evolucionando a Archer Daniels Midland Company. En 1899, después de vender su negocio del aceite de linaza, Douglas se convirtió en socio de Piper, Johnson & Case, una empresa de granos, donde se mantuvo hasta su jubilación en 1912.
Douglas estaba asociado con varias empresas, incluyendo la Canadian Elevator Company, la Monarch Lumber Company y la Saskatchewan Valley Land Company, entre otras. También fue accionista, miembro de la junta ejecutiva, y uno de los directores de la Empire Elevator Company, y miembro de la junta ejecutiva de Quaker Oats Company. También estuvo entre los directores del First National Bank de Minneapolis.

## RMSTitanic
Douglas, quién se había jubilado el 1 de enero de 1912, era conocido como un "Capitán de la Industria", habiendo amasado una fortuna de sobre cuatro millones de dólares. Él y su esposa pasaron tres meses en Europa buscando muebles para su nueva casa cerca de Lake Minnetonka, que imitaba un palacete francés, antes de reservar pasaje de regreso a los Estados Unidos a bordo del RMS Titanic. Douglas murió en el hundimiento, y su cuerpo fue el número 62 recuperado por el CS Mackay-Bennett. Constó de la siguiente manera en su lista del cuaderno de bitácora:
 N0. 62. - HOMBRE. - EDAD ESTIMADA, 55. - CABELLO, GRIS.
ROPA - frac, con "W. D. D." en la camisa.
EFECTOS - reloj de oro; cadena; sov. Caja con "WDD"; pitillera de oro "WDD"; cinco tachuelas de oro; anillo de boda en el dedo grabado "19 de mayo, 84"; estuche de bolsillo con $551.00, y un billete de 5 libras; tarjetas.
PRIMERA CLASE.
NOMBRE-WALTER D. DOUGLAS.
Como era fácilmente identificable como pasajero de primera clase, el cuerpo de Douglas no fue devuelto al mar, si no embalsamado y llevado a Canadá a bordo del Mackey-Bennett. Posteriormente fue trasladado a Cedar Rapids para ser enterrado en el mausoleo familiar de los Douglas en Oak Hill Cemetery. Su esposa sobrevivió al hundimiento junto con su sirvienta personal. Mahala Douglas fue el primer superviviente en subir al RMS Carpathia en las primeras horas del 15 abril. A su muerte en 1945 fue enterrada junto a él.
Una disposición en el testamento de Douglas requería que George C. Douglas, su hijo menor de su primer matrimonio, ganara 2.500 dólares dos años consecutivos, para recibir su parte de la herencia, pero los fideicomisarios del testamento renunciaron a ella porque el hijo había servido en el Ejército Británico durante cinco años durante Primera Guerra Mundial, siendo herido dos veces y citado por su valentía por el mariscal de campo Lord French.